# Caymanostella madagascariensis
Caymanostella madagascariensis is een zeester uit de familie Caymanostellidae.
De wetenschappelijke naam van de soort werd in 1991 gepubliceerd door Belyaev & Litvinova.